# Halecomorphi
De Halecomorphi zijn een groep straalvinnige beenvissen, momenteel alleen vertegenwoordigd door de amia (Amia calva). De oudste fossiele overblijfselen van halecomorfen dateren uit het Vroeg-Trias (ongeveer 251 miljoen jaar geleden) en de meeste vormen die tot deze groep behoren, leefden tijdens het Mesozoïcum.

## Naamgeving
De Halecomorphi zijn in 1872 door Edward Drinker Cope benoemd.

## Beschrijving
Meestal hebben de halecomorfen een langwerpig en slank lichaam en een gebit dat bestaat uit scherpe en krachtige tanden. De leden van deze groep zijn van enkele centimeters tot meer dan twee meter lang; ze bezitten een combinatie van voorouderlijke kenmerken, zoals sterk gemineraliseerde schubben, en van moderne kenmerken, vooral in de structuur van de schedel (bijvoorbeeld de positie en vorm van de preopercula). Alle halecomorfen hebben echter enkele kenmerken gemeen, zoals een uniek type kaakgewricht waaraan het quadratum en het symplectrum deel van zijn, een brede rugvin, twee biconcave wervels per segment in het achterste deel van het lichaam (een toestand die bekend staat als diplospondilie) en een waaierachtige opstelling van de kleine botten (bekend als hypuralia) van de staartvin.

## Fylogenie
Momenteel worden de halecomorfen beschouwd als een clade die behoort tot de Neopterygii. De enige levende halecomorf is de amia (Amia calva), maar er zijn talloze uitgestorven soorten die in verschillende families en orden zijn ingedeeld. Over het algemeen zijn de uitgestorven orden van de Parasemionotiformes en Ionoscopiformes opgenomen in de Halecomorphi, naast die van de Amiiformes. De groep omvat echter ook vormen van onzekere systematische plaatsing, zoals Panxianichthys, Cipactlichthys of Eoeugnathus.
De externe systematische positie van de halecomorfen binnen de Actinopterygii is nog steeds niet duidelijk en er zijn twee tegenstrijdige hypothesen. De eerste stelt dat halecomorfen de zustergroep van de Teleostei zijn (tegenwoordig de meest voorkomende groep beenvissen) binnen een grotere groep die bekend staat als Halecostomi (Patterson, 1973). De tweede hypothese, de meer klassieke, ziet ze gegroepeerd met de Ginglymodi (momenteel vertegenwoordigd door de alligatorsnoek) binnen de groep van de Holostei. Lange tijd leek deze laatste hypothese achterhaald, maar recenter onderzoek (Grande en Bemis, 1998; Lopez-Arbarello, 2012) heeft deze weer in zwang gebracht.
- Amiiformes
- Ionoscopiformes
- Panxianichthyiformes
- Parasemionotiformes
- Cipactlichthys
- Eoeugnathus
- Cerinichthys
- Prosantichthys